# Cees van Espen
Cees van Espen (Arnhem, 28 mei 1938) is een voormalig Nederlands wielrenner.

## Belangrijkste overwinningen
1963
- Eindklassement Ronde van Canada

1965
- 5e etappe Ronde van Frankrijk

## Resultaten in voornaamste wedstrijden
| Jaar | Ronde van Italië | Ronde van Frankrijk | Ronde van Spanje |
| ---- | ---------------- | ------------------- | ---------------- |
| 1964 |                  | opgave              |                  |
| 1965 |                  | opgave (1)          |                  |
| 1966 |                  |                     |                  |
| 1967 |                  |                     |                  |

| Jaar | Milaan-San Remo | Gent-Wevelgem | Ronde van Vlaanderen | Parijs-Roubaix | Amstel Gold Race | Luik-Bast.‑Luik | Waalse Pijl |
| ---- | --------------- | ------------- | -------------------- | -------------- | ---------------- | --------------- | ----------- |
| 1964 |                 | 68e           |                      |                |                  | 16e             |             |
| 1965 |                 | 26e           | 11e                  | 55e            |                  |                 | 8e          |
| 1966 |                 | 33e           |                      |                | 7e               |                 |             |
| 1967 | 78e             |               | 65e                  |                | 26e              |                 |             |